# Minardi M195
La Minardi M195 è una monoposto costruita dal team italiano Minardi per partecipare al Campionato mondiale di Formula 1 1995

## Minardi M195
Presentata il 6 marzo 1995 a Faenza, sostituisce la precedente M194. Nonostante le numerose novità tecniche, la vettura non andò mai oltre un sesto posto (ottenuto da Lamy) al Gran Premio d'Australia 1995.
Fu progettata da Aldo Costa e, nella prima stagione, si alternarono alla guida Pierluigi Martini, Pedro Lamy e Luca Badoer.

## Minardi M195B

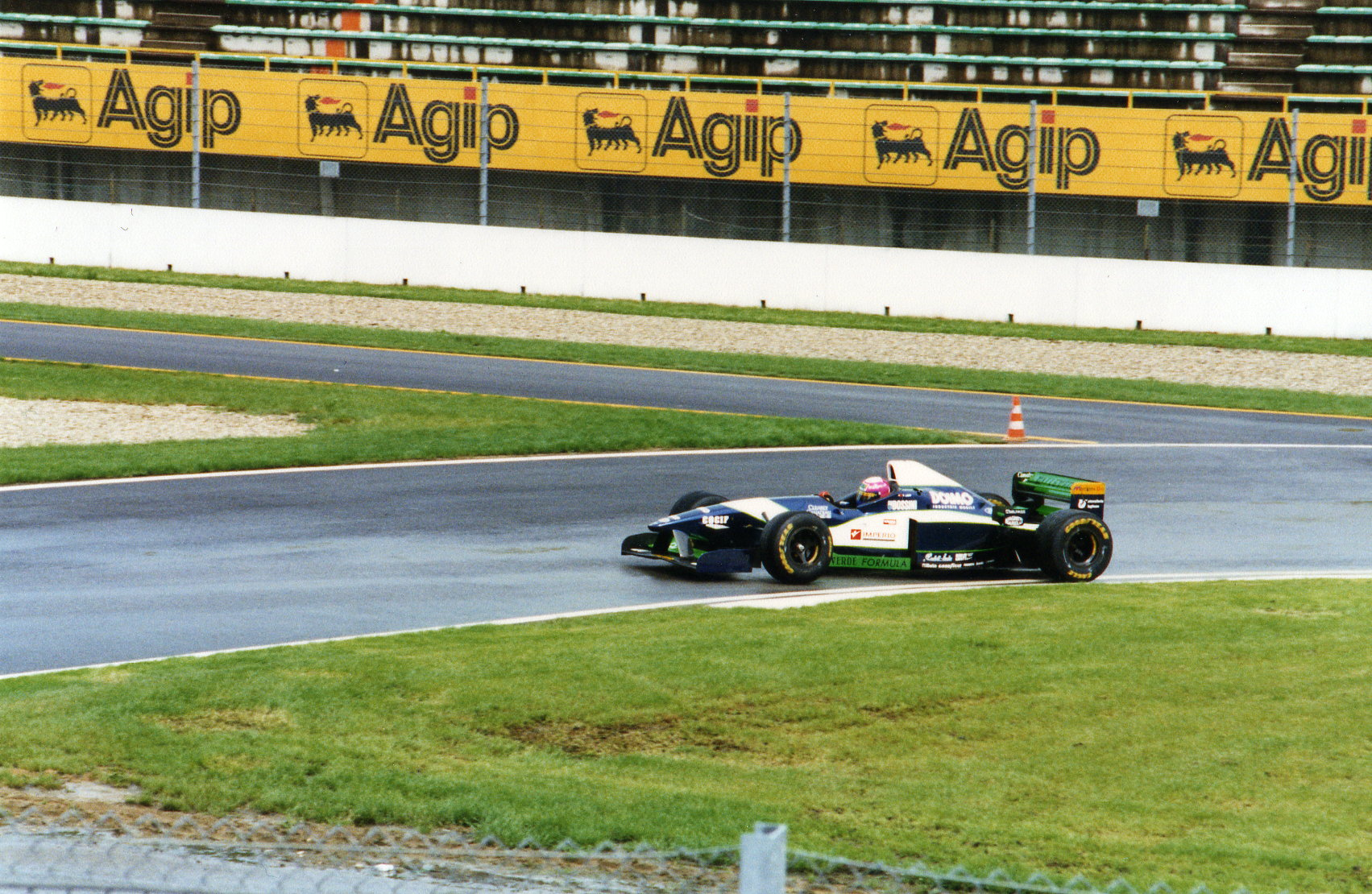
Pedro Lamy in azione durante il Gran Premio di San Marino.

Per disputare il campionato 1996, la Minardi sviluppò la M195, rinominandola "M195B". Inoltre, come previsto da regolamento, a partire da questa stagione furono resi obbligatori i bordi rialzati dell'abitacolo, in modo tale da creare una protezione per il capo e il collo dei piloti e ripararli da bruschi spostamenti laterali che potevano causare gravi conseguenze fisiche.
Durante i primi mesi, in pieno inverno, venne invitato sul circuito di Monza il celebre attore Renato Pozzetto, per testare simpaticamente la vettura. 
Come primo pilota fu confermato Pedro Lamy, a fianco del quale fece il suo debutto in F1 Fisichella che cedette il posto prima a Marques nei GP del Brasile e di Argentina, poi da Lavaggi) a partire dal GP di Germania. 
La stagione fu tuttavia ben peggiore della precedente e, per la prima volta dal 1987 il team non raccolse nemmeno un punto, e Lavaggi in tre occasioni mancò addirittura la qualificazione.
La Minardi riuscì per lo meno a conquistare la 10ª piazza in classifica costruttori, davanti alla Forti, fallita in realtà a metà stagione. 
Il miglior risultato ottenuto fu l'ottavo posto di Fisichella a Montreal.

## Sviluppo

### Aerodinamica
Notevoli furono le differenze e le novità introdotte in questa vettura. Queste riguardarono anzitutto l'aerodinamica, con un nuovo alettone anteriore, che presentava un profilo rialzato tipico del periodo, e delle fiancate molto più basse e scavate rispetto al precedente modello, che assumevano forme totalmente diverse rispetto a quelle di altre squadre. Le protezioni per il pilota vennero poi spostate lungo l'abitacolo.

### Motore
Per la stagione 1995 la Minardi aveva stretto un accordo con la casa giapponese Mugen-Honda, ma quest'ultima decise a poche settimane dall'inizio del campionato di ritirare la fornitura dei motori. Giancarlo Minardi decise quindi di intentare una causa legale, in quanto poi, a detta del patron, il team sarebbe stato costretto a costruire due macchine nel tempo in cui di solito se ne costruisce una. Nonostante la Minardi avesse vinto la causa, la Mugen-Honda non dovette pagare nessun indennizzo e solo Flavio Briatore, all'epoca patron della Ligier, versò a titolo di risarcimento un milione di dollari alla casa italiana.
La casa italiana fu quindi costretta ad adottare i motori Ford per la stagione, che furono adattati alle vetture ed allo sviluppo collaborò la Magneti Marelli per la parte riguardante l'elettronica.

## Piloti

### 1995
| Piloti ufficiali      | Piloti ufficiali     | Piloti ufficiali     |
| Nazione               | Nome                 | Numero               |
| --------------------- | -------------------- | -------------------- |
| Italia (bandiera)     | Pierluigi Martini    | 23                   |
| Portogallo (bandiera) | Pedro Lamy           | 23                   |
| Italia (bandiera)     | Luca Badoer          | 24                   |
| Piloti di riserva     |                      |                      |
| Nazione               | Nome                 | Nome                 |
| Italia (bandiera)     | Giancarlo Fisichella | Giancarlo Fisichella |

### 1996
| Piloti ufficiali      | Piloti ufficiali     | Piloti ufficiali |
| Nazione               | Nome                 | Numero           |
| --------------------- | -------------------- | ---------------- |
| Portogallo (bandiera) | Pedro Lamy           | 20               |
| Italia (bandiera)     | Giancarlo Fisichella | 21               |
| Brasile (bandiera)    | Tarso Marques        | 21               |
| Italia (bandiera)     | Giovanni Lavaggi     | 21               |

## Risultati in Formula 1
| Anno | Team                    | Motore          | Gomme | Piloti  |     |     |    |     |     |     |     |    |     |   |     |     |     |    |    |    |    | Punti | Pos. |
| ---- | ----------------------- | --------------- | ----- | ------- | --- | --- | -- | --- | --- | --- | --- | -- | --- | - | --- | --- | --- | -- | -- | -- | -- | ----- | ---- |
| 1995 | Minardi Scuderia Italia | Ford EDM 3.0 V8 | G     | Martini | Rit | Rit | 12 | 14  | 7   | Rit | Rit | 7  | Rit |   |     |     |     |    |    |    |    | 1     | 10º  |
| 1995 | Minardi Scuderia Italia | Ford EDM 3.0 V8 | G     | Lamy    |     |     |    |     |     |     |     |    |     | 9 | 10  | Rit | Rit | 9  | 13 | 11 | 6  | 1     | 10º  |
| 1995 | Minardi Scuderia Italia | Ford EDM 3.0 V8 | G     | Badoer  | Rit | NP  | 14 | Rit | Rit | 8   | 13  | 10 | Rit | 8 | Rit | Rit | 14  | 11 | 15 | 9  | NP | 1     | 10º  |

| Anno | Team            | Motore                            | Gomme | Piloti     |     |     |     |    |     |     |     |     |     |     |    |     |    |     |    |    | Punti | Pos. |
| ---- | --------------- | --------------------------------- | ----- | ---------- | --- | --- | --- | -- | --- | --- | --- | --- | --- | --- | -- | --- | -- | --- | -- | -- | ----- | ---- |
| 1996 | Minardi F1 Team | Ford EDM2 3.0 V8 Ford EDM3 3.0 V8 | G     | Lamy       | Rit | 10  | Rit | 12 | 9   | Rit | Rit | Rit | 12  | Rit | 12 | Rit | 10 | Rit | 16 | 12 | 0     | 10º  |
| 1996 | Minardi F1 Team | Ford EDM2 3.0 V8 Ford EDM3 3.0 V8 | G     | Fisichella | Rit |     |     | 13 | Rit | Rit | Rit | 8   | Rit | 11  |    |     |    |     |    |    | 0     | 10º  |
| 1996 | Minardi F1 Team | Ford EDM2 3.0 V8 Ford EDM3 3.0 V8 | G     | Marques    |     | Rit | Rit |    |     |     |     |     |     |     |    |     |    |     |    |    | 0     | 10º  |
| 1996 | Minardi F1 Team | Ford EDM2 3.0 V8 Ford EDM3 3.0 V8 | G     | Lavaggi    |     |     |     |    |     |     |     |     |     |     | NQ | 10  | NQ | Rit | 15 | NQ | 0     | 10º  |

| Legenda | 1º posto     | 2º posto | 3º posto    | A punti         | Senza punti/Non class.  | Grassetto – Pole position Corsivo – Giro più veloce |
| Legenda | Squalificato | Ritirato | Non partito | Non qualificato | Solo prove/Terzo pilota | Grassetto – Pole position Corsivo – Giro più veloce |